# لينغ كونغ
لينغ كونغ (بالصينية: 凌琮) هو لاعب كرة قدم صيني في مركز الوسط، ولد في 28 فبراير 1985 في شنيانغ في الصين. لعب مع نادي سون هي ونادي غوانغجو آر أند إف.